# Sanna Marin
Sanna Mirella Marin (Helsinki, 1985. november 16. –) finn közgazdász, szociáldemokrata párti politikus, 2019 és 2023 között miniszterelnök.

## Életútja
A Tamperétől délnyugatra található Pirkkala városában  egy önkormányzati bérlakásban anyjával és annak női élettársával nőtt fel. Később nyíltan beszélt szivárvány családjáról, és hogy gyerekkorában a finn társadalom közel sem volt nyitott.
Férjével, Markus Räikkönennel 2020 óta házasok. Gyermekük 2018-ban született: Emma Amalia Marin. A pár 2023 májusában benyújtotta válási kérelmét, 19 együtt töltött év után.

## Politikai karrierje
2011-ben, 25 évesen szállt be a politikai életbe, amikor megmérette magát a parlamenti választáson, ekkor még sikertelenül.  Két évvel később megválasztották Tampere városi tanácsának élére. 2015-től a parlament, az Eduskunta képviselője, majd a szociáldemokraták alelnöke. 2019 júniusában az Antti Rinne vezette kabinet közlekedési és hírközlési minisztere lett. Miután a 200 fős törvényhozásban 117 helyet elfoglaló ötpárti koalíció második legnagyobb tagja, a Centrumpárt bejelentette, hogy a novemberben kirobbant postássztrájk kezelése miatt elvesztette a Rinnébe vetett bizalmát, és a kormányfő bejelentette lemondását (december 3.), a 34 éves Marin vette át helyét.
A finn parlament 2019. december 10-én bizalmat szavazott kormányának, Sauli Niinistö államfőtől pedig – kabinetje minisztereivel együtt – még aznap átvehette kinevezését.
Miniszterelnöksége idején, 2023. április 4-én lett Finnország a NATO tagja.

## Támadások a személye körül
2022 augusztusában több fotó és videó is kiszivárgott olyan partikról, melyeken a miniszterelnök részt vett. Marin politikai ellenfelei ezek alapján igyekeztek pozíciójára alkalmatlannak beállítani a fiatal nőt, miközben a miniszterelnök kitartott amellett, hogy semmi rosszat nem csinált. Drogtesztet végeztetett, melynek az eredménye negatív lett. Az eset kapcsán a miniszterelnökkel szolidaritást vállalva sokan bulizós fotókat, videókat posztoltak.

## Fordítás
- Ez a szócikk részben vagy egészben  a   Sanna Marin című dán Wikipédia-szócikk fordításán alapul.  Az eredeti cikk szerkesztőit annak laptörténete sorolja fel. Ez a jelzés csupán a megfogalmazás eredetét és a szerzői jogokat jelzi, nem szolgál a cikkben szereplő információk forrásmegjelöléseként.